# Rumowisko skalne

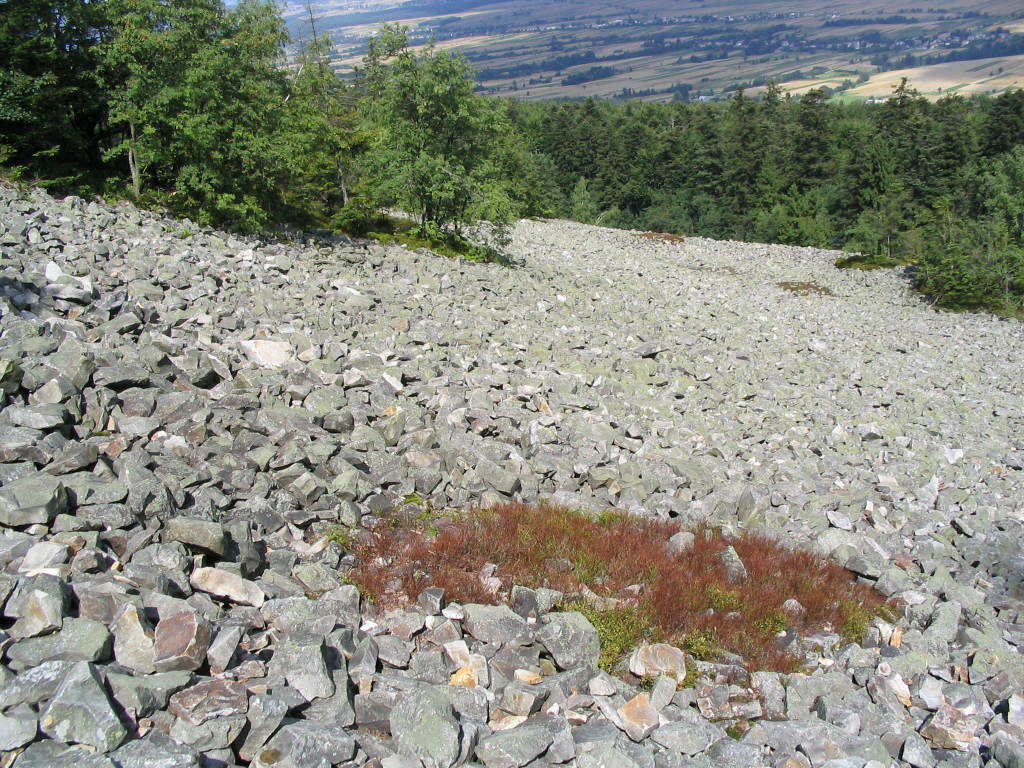
Gołoborze na zboczu Łysej Góry (Łyśca) – Łysogóry, Góry Świętokrzyskie

Rumowisko skalne (zawartość rumowiska skalnego to rumosz skalny) – w geologii nagromadzenie powstałych w wyniku wietrzenia fizycznego okruchów i bloków skalnych, przyjmujących zazwyczaj kanciaste kształty.
W geodezji skały i żwiry różnej wielkości o niejednorodnej genezie, tworzące zespół rozrzucony często na znacznej powierzchni, wytworzony wskutek procesów osuwania i odpadania skał stokowych, albo w procesach wietrzenia nazywane są rumoszem skalnym. Rumowiska skalne mogą pozostawać na miejscu wietrzenia (pokrywa gruzowa), gromadzić się na stokach (gołoborze) lub u ich podnóży (piarg). Piargi w Tatrach i gołoborza w Górach Świętokrzyskich są przykładem rumowisk skalnych. Źródła wypływające z rumowisk skalnych nazywane są rumoszowymi.